# 池上英洋
池上英洋（いけがみ　ひでひろ、1967年-　）は、日本の美術史学者、東京造形大学教授。専門はイタリアを中心とする西洋美術史・文化史。広島県出身。

## 経歴
広島生まれ。広島学院高等学校卒。1991年東京藝術大学美術学部芸術学科卒業、93年同大学院修士課程修了、同大学助手（-95年）。ボローニャ大学などに留学。2005年恵泉女学園大学人文学部特任助教授、07年准教授、10年國學院大學文学部准教授、13年東京造形大学造形学部准教授、16年東京造形大学造形学部教授。

### 「レオナルド・ダ・ヴィンチ －天才の実像」の日本側監修者
2007年3月に東京国立博物館の特別展「レオナルド・ダ・ヴィンチ －天才の実像」の日本側監修者を勤めた。この特別展にてレオナルドの「受胎告知」は史上3度目のウフィツィ美術館外展示となり、同年3月20日から6月17日までの会期中に約80万人が来場となる大成功を収めた。

## 著作

### 単著
- Due Volti dell'Anamorfosi、Clueb（イタリア）、2000
- 『ダ・ヴィンチの遺言』河出書房新社〈KAWADE夢新書〉 2006
- 『血みどろの西洋史　狂気の一〇〇〇年』河出書房新社〈KAWADE夢新書〉2007
- 『恋する西洋美術史』光文社新書 2008
- 『イタリア24の都市の物語』光文社新書 2010
- 『西洋美術史入門』ちくまプリマー新書 2012
- 『ルネサンス－歴史と芸術の物語』光文社新書 2012
- 『ラファエロの世界』新人物往来社 2013
- 『ルネサンス 三巨匠の物語－万能・巨人・天才の軌跡』光文社新書 2013
- 『西洋美術史入門 〈実践編〉』ちくまプリマー新書 2014
- 『死と復活　「狂気の母」の図像から読むキリスト教』筑摩選書 2014
- 『官能美術史　ヌードが語る名画の謎』ちくま学芸文庫 2014
- 『残酷美術史　西洋世界の裏面をよみとく』ちくま学芸文庫 2014
- 『かわいいルネサンス』東京美術 2016
- 『「失われた名画」の展覧会』大和書房 2016
- 『芸術家の愛した家　巨匠のルーツから読み解く美術入門』エクスナレッジ 2016
- 『ヨーロッパ文明の起源　聖書が伝える古代オリエントの世界』ちくまプリマー新書 2017
- 『美しきイタリア 22の物語』光文社 2017
- 『レオナルド・ダ・ヴィンチ　生涯と芸術のすべて』筑摩書房 2019
- 『レオナルド・ダ・ヴィンチ　よみがえる天才2』ちくまプリマー新書 2020
- 『大学4年間の西洋美術史が10時間でざっと学べる』KADOKAWA 2020
- 『錬金術の歴史　秘めたるわざの思想と図像』創元社・創元美術史ライブラリー 2023
- 『イタリア・ルネサンス　古典復興の萌芽から終焉まで』創元美術史ライブラリー 2023
- 『パリ 華の都の物語』ちくま新書 2024
- 『フランス　26の街の物語』光文社新書 2024

### 編著
- 『レオナルド・ダ・ヴィンチ』(西洋絵画の巨匠）小学館 2007
- 『もっと知りたいラファエッロ 生涯と作品』 東京美術〈アート・ビギナーズ・コレクション〉 2009
- 『西洋美術入門絵画の見かた』 新星出版社 2013
- 『レオナルド・ダ・ヴィンチ　ルネサンス「万能人」の生涯』新人物往来社（ビジュアル選書） 2012
- 『知識ゼロからのキリスト教絵画入門』幻冬舎 2012
- 『もっと知りたいミケランジェロ 生涯と作品』 東京美術〈アート・ビギナーズ・コレクション〉 2017

### 共編著
- 『イメージとテキスト 美術史を学ぶための13章』 稲本万里子共編著 ブリュッケ 2007.4
- 『レオナルド・ダ・ヴィンチの世界』 東京堂出版 2007.5（編者代表）
- 『レオナルド・ダ・ヴィンチと受胎告知』 岡田温司共著 平凡社ライブラリー 2007.4
- 『イメージとパトロン 美術史を学ぶための23章』 稲本万里子共編 ブリュッケ 2009.6
- 『英語でめぐる世界の美術館 ルーヴル美術館』 田中久美子共著 ジャパンタイムズ 2010.2
- 『美少年美術史　禁じられた欲望の歴史』 川口清香共著 ちくま学芸文庫 2016.6
- 『いちばん親切な西洋美術史』 川口清香・荒井咲紀共著 新星出版社 2016.7
- 『美少女美術史　人々を惑わせる究極の美』 荒井咲紀共著 ちくま学芸文庫 2017.6
- 『背徳の西洋美術史　名画に描かれた背徳と官能の秘密』 青野尚子共著 エムディエヌコーポレーション 2020.10
- 『美術でめぐる西洋史年表』 青野尚子共著 新星出版社 2021.5

### 翻訳
- 『修復の理論』 チェーザレ・ブランディ、大竹秀実共訳 三元社 2005.6
- 『レオナルド・ダ・ヴィンチ藝術と発明 飛翔篇』 ドメニコ・ラウレンツァ、加藤磨珠枝・長友瑞絵共訳 東洋書林 2008.9

## テレビ出演
- 『何がダ・ヴィンチを天才にしたのか？「フィレンツェのレオナルド」修業時代の謎』（2019年3月30日、BS朝日）[1]

## 参考
- 文庫・新書判－カバー著者紹介